# Common Assessment Framework
Das Common Assessment Framework, kurz CAF, ist ein gemeinsames europäisches Qualitätsbewertungssystem für Organisationen des öffentlichen Sektors.
Bei der 1. Europäischen Qualitätskonferenz im Mai 2000 in Portugal haben die für den öffentlichen Dienst zuständigen Minister beschlossen, in allen EU-Mitgliedstaaten das sogenannte Common Assessment Framework (CAF) einzuführen. Dieses gemeinsame Europäische Qualitätsbewertungssystem ist ein Instrument zur Selbstbewertung für Organisationen des öffentlichen Sektors. Es wurde unter der Schirmherrschaft der Generaldirektoren für die öffentliche Verwaltung der EU-Staaten entwickelt, um die Grundidee und Prinzipien von Total-Quality-Management (TQM) im öffentlichen Sektor voranzubringen. Im CAF werden die wesentlichen Inhalte des Qualitätsmodells der European Foundation for Quality Management (EFQM-Modell) und Kriterien des 4. Speyerer Qualitätswettbewerbs zusammengeführt. 
Die Selbstbewertung wird anhand von neun vorgegebenen Themenfeldern vorgenommen, die eine ganzheitliche Betrachtung einer Organisation ermöglichen. Dabei beziehen sich 5 Themenfelder auf die "Befähiger" und 4 Themenfelder auf die "Ergebnisse". CAF gibt einen standardisierten und leicht handhabbaren Rahmen vor, auf dessen Basis mit relativ geringem Aufwand eine Stärken-Schwächen-Analyse vorgenommen werden kann. 
Die Fassung wurde 2006 und 2013 überarbeitet und in der jeweiligen nationalen Version der Öffentlichkeit zur Verfügung gestellt. Dabei wurde die Bewertung der neun Themenfelder und Kriterien noch stärker an den PDCA-Zyklus angepasst. Im Jahr 2020 erschien eine weitere Überarbeitung, welche den Fokus insbesondere auf die Themen Innovation, Digitalisierung, Agilität, Nachhaltigkeit und Vielfalt legt.
Das Deutsche CAF-Netzwerk wurde im Dezember 2001 gegründet und ist ein Zusammenschluss von Verwaltungen des öffentlichen Sektors, die eine Organisationsbewertung mit dem Instrument CAF und damit einen Einstieg ins Qualitätsmanagement planen. Öffentliche Verwaltungen können einen kostenfreien Zugang zum CAF-Netzwerk beantragen. Seit 2006 ist es beim Bundesverwaltungsamt angesiedelt.
Auf internationaler, insbesondere europäischer Ebene ist das Europäische Institut für öffentliche Verwaltung EIPA für die Weiterverbreitung und Unterstützung von Anwendern zuständig.

## Die 9 Themenfelder des CAF
Die neun Themenfelder sind nach dem Kausalprinzip in Ursachen (Befähiger) und Wirkungen (Ergebnisse) eingeteilt.

### Befähiger (Enablers)
- Themenfeld 1: Führung
- Themenfeld 2: Strategie und Planung
- Themenfeld 3: Personal
- Themenfeld 4: Partnerschaften und Ressourcen
- Themenfeld 5: Prozesse.

### Ergebnisse (Results)
- Themenfeld 6: Kundinnen- und kunden-/bürgerinnen- und bürgerbezogene Ergebnisse
- Themenfeld 7: Mitarbeitendenbezogene Ergebnisse
- Themenfeld 8: Ergebnisse sozialer Verantwortung
- Themenfeld 9: Wichtigste Leistungsergebnisse.

## Vorgehensweise der Bewertung innerhalb des CAF Modells

### 1. Einzelbewertung
Jedes Mitglied der Organisation erhält einen Arbeitsbogen, dieser kann (einvernehmlich) durch die Gruppe angepasst werden. Die Organisation wird nun durch jedes einzelne Mitglied eingeschätzt.
Dabei sind zwei wichtige Punkte zu beachten:
a) Die Bewertung erfolgt nach einem Punktesystem
b) Zusätzlich erfolgt die Notation von Schlüsselbegriffen, Fakten, Stärken & Schwächen, um die Punktbewertung begründen zu können.
Damit ist die 1. Bewertungsrunde abgeschlossen.

#### Auswertung durch Moderator
Auswertung erfolgt beispielsweise durch Sammelbogen oder entsprechende Software. Die Einzelwerte werden festgehalten.

### 2. Einzelbewertung
Präsentation der Ergebnisse der 1. Einzelbewertung. Der Abschnittsexperte fügt Daten und Fakten aus dem Betrieb hinzu. Daraufhin erfolgt eine Diskussion der Daten und Fakten, woraufhin eine Korrektur der Bewertungsbögen aus der 1. Einzelbewertung möglich ist. Sodann wertet der Moderator die angepassten/korrigierten Bögen aus.
Gleichzeitig entstehen die Ergebnisdokumentation und der Ablaufbericht.

#### Ergebnisverwertung
Kommunikation der Ergebnisse innerhalb der Organisation und Analyse durch die Führungskräfte. Nun werden Kernergebnisse und entsprechender Handlungsbedarf herausgearbeitet. Entsprechend wird ein Maßnahmenplan entwickelt und umgesetzt.

### Kontrolle und Wiederholung der Bewertung
Der Dynamik der Umwelt muss durch Kontrolle und Wiederholungen begegnet werden.

## Gütesiegel "Effektiver CAF-Anwender"
Um die Anwendung des CAF zu würdigen und die Organisationen in ihren Bemühungen zu unterstützen, existiert ab 2012 die Möglichkeit, ein externes Feedback zu erhalten. Wird in diesem Verfahren festgestellt, dass eine Organisation CAF nach vorgegebenen Kriterien angewendet und Verbesserungsmaßnahmen umgesetzt hat, erhält sie das Gütesiegel "Effektiver CAF-Anwender". 

## Ziele
1. Erfassung der Merkmale öffentlicher Verwaltungen 
2. Instrument zur Verbesserung der Leistung in öffentlichen Verwaltungen  
3. Gewährleistung der Vergleichbarkeit von Ergebnissen 
4. Unterstützung der Leistungsvergleiche ("Benchmarking") zwischen Organisationen des öffentlichen Sektors 